# Yelena Arzhakova
Elena Arzhakova (Rusia, 8 de septiembre de 1989) es una atleta rusa especializada en la prueba de 1500 m, en la que consiguió ser campeona europea en pista cubierta en 2011.

## Carrera deportiva
En el Campeonato Europeo de Atletismo en Pista Cubierta de 2011 ganó la medalla de oro en los 1500 metros, con un tiempo de 4:13.78 segundos, por delante de la española Nuria Fernández y su paisana rusa Yekaterina Martynova.